# Бинарна датотека
Бинарна датотека - је рачунарска датотека, која није текстуалног формата. Многе датотеке, бинарног формата садрже делове који могу бити приказани као текст; на пример, неке компјутерске датотеке садрже форматиран текст, као што датотеке раније верзије Microsoft Word документа садрже текст документа, али такође садрже и форматиране информације у бинарном облику.

## Структура
Бинарне датотеке, обично се посматрају као низ бајтова, бинарних цифара (битова) спојених у групу од осам. Бинарне датотеке обично садрже бајтова које треба тумачити другачије у односу на текст карактера. Компајлирани програма су типични примери; посебно програмери понекад компајлиране апликације називају бинарним датотекама. Бинарне датотеке могу такође да садрже слике, звукове, смањене облике других датотека итд. — укратко, било који тип садржаја датотеке.
Неки бинарне датотеке садрже наслове, блокови метаподатака, које користи рачунарски програм за тумачење података у датотеци. Наслов често садржи потпис или магичан број који може да одреди формат. На пример, GIF - датотека може садржати више слика а наслови се користе да се идентификује и опише сваки блок података слике. Водећи бајтови заглавља, могу садржати текст као што је GIF87a и GIF89a, који може дефинисати ту датотеку као гиф датотеку. Ако бинарна датотека не садржи никакво заглавље, може се назвати равном бинарном датотеком (flat binary file).

## Манипулација
За слање бинарних датотека кроз одређене системе (на пример, е-маил), који не дозвољавају све вредности података, оне се често претварају у обичан текст (користећи, на пример, Base64). Кодирање података има ману, зато што повећава величину датотеке током преноса (на пример, употреба Base64 ће повећати величину датотеке за око 30%), као и за превођење назад у бинарну датотеку након пријема. Повећање величине може се смањити смањивањем нивоа компресије, а добијени текст података ће имати мању ентропију, а већу величину, тако да податак који је пренет имати сличну величину као и оригинал. Погледајте кодирање из бинарног у текстуални податак за више информација о овој теми.
Мicrosoft Windows и његове стандардне библиотеке за C и C++ програмске језике омогућавају програмеру да додели параметар који показује да ли је датотека текстуалног облика или бинарног, приликом учитавања датотеке. На Unix-овим системима, такође стандардна библиотеке C-а и C++ а омогућавају програмерима да утврде да ли је датотека текстуална или бинарна, али стандардне библиотеке игноришу тај параметар.

## Преглед
Хексадецимални едитор или може се користити за преглед података као низ хексадецималних вредности (или декадних, бинарних или ASCII карактера) за одговарајуће бајтове у бинарној датотеци.
Ако је бинарна датотека отворена у уређивачу текста,
свака група од осам битова ће се превести као један карактер ће видети приказ текстуалног карактера. Ако је датотека отворена у некој другом програму, тај програм такође може да користи сваки бајт за своје потребе:можда ће програм третирати сваки бајт као број и исписати број између 0 и 255, или ће се можда број у битовима интерпретирати као боја, и програм ће избацити одговарајућу слику. Други типови програма за преглед (они који извлаче речи) једноставно замењују оне знаке који не могу да се штампају са празнинама. Ова врста програма је корисна за брз преглед бинарне датотеке како би се нашла лозинка у игрици, скривен текст у нетекстуалним датотекама. Такође се користи да се прегледају сумњиве датотеке од нежељених ефеката.

## Дешифровање
Стандарди су веома важни за бинарне датотеке. На пример, уколико се бинарна датотека преводи преко ASCII табеле, резултат који ће се бити избачен јесте скуп карактера. Одређене апликације могу тумачити датотеку другачије: бајт може бити звук, или пиксел, или чак цела реч. Бинарна датотека је сама по себи бесмислена, све док одређени алгоритам не дефинише шта треба урадити са сваким битом, бајтом речју, или блоком. Тако, само испитивање бинарне датотеке и покушавање њеног дешифровања упркос непознатим стандардима нас може само одвести у лоше дешифровање.  да се подударају против познатих формата може довести до погрешног закључка о томе шта заправо представља. Ова чињеница се може користи у стеганографији, где алгоритам тумачи бинарни датотеку са подацима другачије да се открије скривени садржај. Без алгоритма, немогуће је рећи да постоји скривени садржај.

## Бинарна подударност
Две датотеке су бинарно подударне ако имају исти низ нула и јединица у телу датотеке. Заглавља датотека могу бити различита.
Овај термин се користи најчешће у смислу која датотеке са подацима које направи један програм потпуно исте као и датотеке са подацима направљене од стране другог програма. На пример, неке софтверске компаније производе апликације за Windows и за Macintosh, које су бинарно подударне, што значи да је датотека произведена у Windows окружењу замењива са датотеком произведеном на Macintosh-у. Тиме се избегавају многи проблеми конверзије изазваних увозом и извозом података.